# Квадрика
Ква́дрика, или квадри́ка,  — n-мерная гиперповерхность в n + 1-мерном пространстве, заданная как множество нулей многочлена второй степени. Если ввести координаты {x1, x2, ..., xn+1} (в евклидовом или аффинном пространстве), общее уравнение квадрики имеет вид
{\displaystyle \sum _{i,j=1}^{n+1}x_{i}Q_{ij}x_{j}+\sum _{i=1}^{n+1}P_{i}x_{i}+R=0.}
Это уравнение можно переписать более компактно в матричных обозначениях:
{\displaystyle xQx^{T}+Px^{T}+R=0}
где x = {x1, x2, ..., xn+1} — вектор-строка, xT — транспонированный вектор, Q — матрица размера (n+1)×(n+1) (предполагается, что хотя бы один её элемент ненулевой), P — вектор-строка, а R — константа. Наиболее часто рассматривают квадрики над действительными или комплексными числами. Определение можно распространить на квадрики в проективном пространстве, см. ниже.
Более общо, множество нулей системы полиномиальных уравнений известно как алгебраическое многообразие. Таким образом, квадрика является (аффинным или проективным) алгебраическим многообразием второй степени и коразмерности 1.

## Квадрики в евклидовом пространстве
Квадрики на евклидовой плоскости соответствуют случаю n = 1, то есть являются кривыми. Обычно их называют не квадриками, а кониками или коническими сечениями.
Квадрики в (трёхмерном действительном) евклидовом пространстве имеют размерность n = 2 и называются поверхностями второго порядка. Проведя ортогональную замену базиса, любую квадрику в евклидовом пространстве можно привести к нормальной форме. В трёхмерном евклидовом пространстве существует 17 таких форм.
Из них 5 являются невырожденными (то есть матрица {\displaystyle {\begin{pmatrix}Q&{\dfrac {P^{T}}{2}}\\{\dfrac {P}{2}}&R\end{pmatrix}}} является невырожденной). Вырожденные формы включают в себя плоскости, прямые, точки и даже квадрики без действительных точек.
| Невырожденные действительные квадрики в евклидовом пространстве | Невырожденные действительные квадрики в евклидовом пространстве                | Невырожденные действительные квадрики в евклидовом пространстве |
| --------------------------------------------------------------- | ------------------------------------------------------------------------------ | --------------------------------------------------------------- |
| Эллипсоид                                                       | {\displaystyle {x^{2} \over a^{2}}+{y^{2} \over b^{2}}+{z^{2} \over c^{2}}=1}  |                                                                 |
| Эллиптический параболоид                                        | {\displaystyle {x^{2} \over a^{2}}+{y^{2} \over b^{2}}-z=0}                    |                                                                 |
| Гиперболический параболоид                                      | {\displaystyle {x^{2} \over a^{2}}-{y^{2} \over b^{2}}-z=0}                    |                                                                 |
| Однополостный гиперболоид                                       | {\displaystyle {x^{2} \over a^{2}}+{y^{2} \over b^{2}}-{z^{2} \over c^{2}}=1}  |                                                                 |
| Двуполостный гиперболоид                                        | {\displaystyle {x^{2} \over a^{2}}+{y^{2} \over b^{2}}-{z^{2} \over c^{2}}=-1} |                                                                 |

## Аффинное и проективное пространство
Классификация квадрик в трёхмерном аффинном пространстве совпадает с классификацией квадрик в евклидовом пространстве. Различие состоит в том, что любые две квадрики из одного класса можно перевести друг в друга аффинным преобразованием, тогда как соответствующее ортогональное преобразование существует не всегда (например, эллипсоид {\displaystyle x^{2}+y^{2}+z^{2}=1} невозможно перевести движением в эллипсоид {\displaystyle 2x^{2}+2y^{2}+2z^{2}=1}).
От квадрики в аффинном пространстве можно перейти к квадрике в проективном пространстве, введя однородные координаты. Пусть в аффинном пространстве введены координаты {\displaystyle (x_{1},x_{2},\ldots x_{n+1}),} тогда в уравнении квадрики достаточно домножить линейные члены на {\displaystyle x_{0},} а свободный член на {\displaystyle x_{0}^{2}.} Уравнение проективной квадрики в однородных координатах имеет вид
{\displaystyle Q(x)=\sum _{ij}a_{ij}x_{i}x_{j}=0.}
Без ограничения общности можно считать, что матрица {\displaystyle Q} симметрична, то есть {\displaystyle a_{ij}=a_{ji}.} Проективная квадрика называется невырожденной, если соответствующая ей квадратичная форма невырождена.
В действительном проективном пространстве, согласно закону инерции квадратичных форм, любую невырожденную квадратичную форму можно (проективным преобразованием) привести к виду
{\displaystyle Q(x)=\pm x_{0}^{2}\pm x_{1}^{2}\pm \cdots \pm x_{n+1}^{2}}
Поскольку сигнатура квадратичной формы является её инвариантом, в размерности n = 2 существует ровно три класса эквивалентности:
{\displaystyle Q(x)={\begin{cases}x_{0}^{2}+x_{1}^{2}+x_{2}^{2}+x_{3}^{2}\\x_{0}^{2}+x_{1}^{2}+x_{2}^{2}-x_{3}^{2}\\x_{0}^{2}+x_{1}^{2}-x_{2}^{2}-x_{3}^{2}\end{cases}}}
Эллипсоид, эллиптический параболоид и двуполостный гиперболоид принадлежат второму классу, а гиперболический параболоид и однополостный гиперболоид — третьему (последние две квадрики являются примерами линейчатых поверхностей). Ни одна квадрика в действительном проективном пространстве не принадлежит первому классу, так как соответствующее уравнение определяет пустое множество. В комплексном проективном пространстве все невырожденные квадрики эквивалентны.

## Произношение термина
- В словарях приводятся различные ударения: квадри́ка[6][7] («русское» произношение) и ква́дрика[8][9] («иностранное» произношение).
- В разговорном языке используется произношение как квадри́ка (Калининградская геометрическая школа), так и ква́дрика[10][11][12]. Не известно примеров другого произношения.